# Сем Босворт
Сем Босворт (англ. Sam Bosworth, нар. 5 квітня 1994) — новозеландський веслувальник, олімпійський чемпіон 2020 року.

## Виступи на Олімпіадах
| Олімпіада  | Дисципліна | Місце |
| ---------- | ---------- | ----- |
| Токіо 2020 | вісімки    | 1     |

## Зовнішні посилання
- Сем Босворт на сайті FISA.

1. 1 2  Sam Bosworth
2. ↑  https://www.olympedia.org/athletes/145830